# Nijolė Žambaitė
Nijolė Žambaitė (ur. 30 marca 1954 w Kownie) – litewska ekonomistka i wykładowczyni, wieloletnia pracowniczka Ministerstwa Spraw Zagranicznych oraz doradczyni, w latach 2006–2011 ambasador nadzwyczajna i pełnomocna Republiki Litewskiej przy królu Belgów. Od 2007 do 2011 ambasador w Wielkim Księstwie Luksemburga. 

## Życiorys
W 1977 ukończyła studia na Wydziale Cybernetyki Ekonomicznej na Uniwersytecie Wileńskim, po czym podjęła pracę w Instytucie Gospodarki Akademii Nauk Litewskiej SRR. W latach 1979–1981 odbyła staż badawczy w Centralnym Instytucie Ekonomii i Matematyki Akademii Nauk ZSRR. Po powrocie do kraju znalazła zatrudnienie w Litewskiej Akademii Nauk. 
W 1986 uzyskała stopień doktora nauk ekonomicznych na Uniwersytecie Wileńskim, gdzie pracowała do 1991. Na początku lat 90. odbyła stypendium British Council na Uniwersytecie w Bradford oraz w Pradze z dziedziny badań nad przedsiębiorczością. W 1991 doradzała Radzie Najwyższej Republiki Litewskiej w dziedzinie ekonomii. 
W 1992 znalazła się w zarządzie założonego przez nią Instytutu Wolnego Rynku, gdzie kierowała pracami grupy eksperckiej. Od 1993 do 1994 pracowała jako doradczyni w litewskiej misji Międzynarodowego Funduszu Walutowego. 
Od 1994 do 1998 pełniła misję jako radca w ambasadzie litewskiej w Wielkiej Brytanii i Irlandii Północnej. Po powrocie na Litwę pracowała jako doradca w Ministerstwie Spraw Zagranicznych. W latach 1999–2003 sprawowała funkcję radcy ministerialnej w ambasadzie w USA i Meksyku. 
W 2003 zajmowała się doradztwem w Departamencie Gospodarki Ministerstwa Spraw Zagranicznych, a od 2004 do 2005 doradzała prezydentowi Adamkusowi w dziedzinie ekonomii, stosunków regionalnych i spraw zagranicznych. 
W październiku 2006 objęła urząd przedstawicielki Republiki Litewskiej przy królu Belgów w charakterze ambasador nadzwyczajnej i pełnomocnej. W 2007 została przedstawicielką Litwy w Wielkim Księstwie Luksemburga. Obie funkcje pełniła do 2011. 
Jest autorką ponad 50 publikacji naukowych z dziedziny ekonomii. Znajduje się wśród autorów wydanej w 1989 roku książki "Rinkos ekonomika ir valstybės reguliavimas".
Deklaruje dobrą znajomość języków angielskiego, polskiego, rosyjskiego i esperanto, jak również podstaw francuskiego. 